# Forumfilmen
|  | Denne artikel er oprettet af botten Steenthbot ud fra en ekstern database. Den kan derfor have sproglige fejl eller mangler. Denne skabelon kan fjernes efter kontrol af indholdet. |

Forumfilmen er en dansk dokumentarisk optagelse fra 1937.

## Handling
Magasin du Nords store udstilling "Bolig-Byen" i Forum finder sted 2.-18. april 1937. Med 45 forskellige indrettede værelser giver stormagasinet sit bud på tidens boligindretning. Udstillingen suppleres med en restaurant, og der er aktiviteter for børn, bl.a. ponyridning og tombola. Over 100.000 gæster har besøgt Forum, da Bolig-Byen lukker. Filmen viser de udstillede værelser, de mange besøgende og giver samtidig et kig ind bag kulissen i Magasin du Nord under forberedelserne. Endelig vises der klip af boliger og lejlighedskomplekser, som rammer den nye stil: funktionalismen. Vi ser bl.a. byggeriet Storgården på Tomsgårdsvej. Midt i filmen er der optagelser fra Kong Christian X's regeringsjubilæum, som fejres med optog gennem København.

## Medvirkende
- Christian Arhoff